# (33691) Andrewchiang
1999 JT131 (asteroide 33691) é um asteroide da cintura principal. Possui uma excentricidade de 0.03827940 e uma inclinação de 8.44206º.
Este asteroide foi descoberto no dia 13 de maio de 1999 por LINEAR em Socorro.